# Rutaceae
Le Rutacee (Rutaceae Juss.) sono una famiglia di piante angiosperme dicotiledoni dell'ordine Sapindales, a distribuzione prevalentemente tropicale e subtropicale.
Appartengono a questa famiglia gli agrumi (genere Citrus) per lo più originari della Cina e coltivati nelle regioni temperate calde.
Le Rutacee spontanee in Italia si riducono a poche specie erbacee o suffruticose: Dictamnus albus, Ruta graveolens e altre congeneri tra cui la rarissima ruta padovana (Ruta patavina).

## Descrizione
La famiglia comprende circa 1600 specie, in gran parte legnose (ma alcune anche erbacee) caratterizzate dalla presenza di ghiandole oleifere che producono oli eterei aromatici.
Le foglie sono composte, a fillotassi alterna o opposta, senza stipole.
I fiori sono ermafroditi, pentameri o tetrametri, in genere attinomorfi con calice dialisepalo e corolla dialipetala. Sono portati singolarmente o in infiorescenze e impollinati da insetti. L'androceo è formato da 2 verticilli di 4-5 stami, il gineceo è per lo più pentacarpellare, supero.
Il frutto è nella famiglia molto variabile: a seconda dei generi può essere una bacca, una drupa o una capsula. In particolare il genere Citrus, il più noto della famiglia nelle nostre zone, ha come frutto una bacca particolare detta esperidio. La polpa del frutto è suddivisa in logge (i cosiddetti "spicchi") ed è composta da cellule ripiene di succhi aciduli.

## Tassonomia
La famiglia comprende oltre 150 generi in 6 sottofamiglie:
- Sottofamiglia Cneoroideae Webb
  - Bottegoa Chiov.
  - Cedrelopsis Baill.
  - Cneorum L.
  - Dictyoloma A.Juss.
  - Harrisonia R.Br. ex A.Juss.
  - Ptaeroxylon Eckl. & Zeyh.
  - Sohnreyia K.Krause
  - Spathelia L.
- Sottofamiglia Zanthoxyloideae Arnott
  - Acmadenia Bartl. & H.L.Wendl.
  - Acradenia Kippist
  - Acronychia J.R.Forst. & G.Forst.
  - Adenandra Willd.
  - Adiscanthus Ducke
  - Afraurantium A.Chev.
  - Agathosma Willd.
  - Andreadoxa Kallunki
  - Angostura Roem. & Schult.
  - Apocaulon R.S.Cowan
  - Asterolasia F.Muell.
  - Balfourodendron Corr.Mello ex Oliv.
  - Boronia Sm.
  - Bosistoa F.Muell. ex Benth.
  - Bouchardatia Baill.
  - Bouzetia Montrouz.
  - Brombya F.Muell.
  - Calodendrum Thunb.
  - Casimiroa La Llave
  - Choisya Kunth
  - Chorilaena Endl.
  - Coleonema Bartl. & H.L.Wendl.
  - Comptonella Baker f.
  - Conchocarpus J.C.Mikan
  - Correa Andrews
  - Crossosperma T.G.Hartley
  - Crowea Sm.
  - Cyanothamnus Lindl.
  - Decagonocarpus Engl.
  - Decatropis Hook.f.
  - Decazyx Pittier & S.F.Blake
  - Desmotes Kallunki
  - Dictamnus L.
  - Dinosperma T.G.Hartley
  - Diosma L.
  - Diplolaena R.Br.
  - Drummondita Harv.
  - Dryades Groppo, Kallunki & Pirani
  - Dutailliopsis T.G.Hartley
  - Dutaillyea Baill.
  - Empleurum Aiton
  - Eriostemon Sm.
  - Ertela Adans.
  - Erythrochiton Nees & Mart.
  - Esenbeckia Kunth
  - Euchaetis Bartl. & H.L.Wendl.
  - Euodia J.R.Forst. & G.Forst.
  - Euxylophora Huber
  - Fagaropsis Mildbr.
  - Flindersia R.Br.
  - Galipea Aubl.
  - Geijera Schott
  - Geleznowia Turcz.
  - Halfordia F.Muell.
  - Helietta Tul.
  - Hortia Vand.
  - Ivodea Capuron
  - Leionema (F.Muell.) Paul G.Wilson
  - Leptothyrsa Hook.f.
  - Lubaria Pittier
  - Lunasia Blanco
  - Maclurodendron T.G.Hartley
  - Macrostylis Bartl. & H.L.Wendl.
  - Medicosma Hook.f.
  - Megastigma Hook.f.
  - Melicope J.R.Forst. & G.Forst.
  - Metrodorea A.St.-Hil.
  - Microcybe Turcz.
  - Muiriantha C.A.Gardner
  - Myrtopsis Engl.
  - Naudinia Planch. & Linden
  - Nematolepis Turcz.
  - Neobyrnesia J.A.Armstr.
  - Neoraputia Emmerich ex Kallunki
  - Neoschmidia T.G.Hartley
  - Orixa Thunb.
  - Peltostigma Walp.
  - Pentaceras Hook.f.
  - Perryodendron T.G.Hartley
  - Phebalium Vent.
  - Phellodendron Rupr.
  - Philotheca Rudge
  - Phyllosma Bolus ex Schltr.
  - Picrella Baill.
  - Pilocarpus Vahl
  - Pitavia Molina
  - Pitaviaster T.G.Hartley
  - Plethadenia Urb.
  - Polyaster Hook.f.
  - Ptelea L.
  - Raputia Aubl.
  - Raputiarana Emmerich
  - Rauia Nees & Mart.
  - Raulinoa R.S.Cowan
  - Ravenia Vell.
  - Raveniopsis Gleason
  - Rhadinothamnus Paul G.Wilson
  - Rutaneblina Steyerm. & Luteyn
  - Sarcomelicope Engl.
  - Sheilanthera I.Williams
  - Sigmatanthus Huber ex Emmerich
  - Skimmia Thunb.
  - Spiranthera A.St.-Hil.
  - Tetractomia Hook.f.
  - Tetradium Lour.
  - Ticorea Aubl.
  - Toxosiphon Baill.
  - Vepris Comm. ex A.Juss.
  - Zanthoxylum L.
  - Zieria Sm.
- Sottofamiglia Rutoideae Arnott
  - Boenninghausenia Rchb. ex Meisn.
  - Chloroxylon DC.
  - Psilopeganum Hemsl.
  - Ruta L.
  - Thamnosma Torr. & Frém.
- Sottofamiglia Amyridoideae Link
  - Amyris P.Browne
  - Cneoridium Hook.f.
  - Stauranthus Liebm.
- Sottofamiglia Haplophylloideae Appelhans et al.
  - Haplophyllum A.Juss.
- Sottofamiglia Aurantioideae Eaton
  - Aegle Corrêa
  - Aeglopsis Swingle
  - Afraegle Engl.
  - Atalantia Corrêa
  - Balsamocitrus Stapf
  - Bergera J.Koenig ex L.
  - Burkillanthus Swingle
  - Citropsis (Engl.) Swingle & M.Kellerm.
  - Citrus L.
  - Clausena Burm.f.
  - Clymenia Swingle
  - Feroniella Swingle
  - Glycosmis Corrêa
  - Limonia L.
  - Luvunga Wight & Arn.
  - Merope M.Roem.
  - Micromelum Blume
  - Monanthocitrus Tanaka
  - Murraya J.Koenig ex L.
  - Naringi Adans.
  - Pamburus Swingle
  - Paramignya Wight
  - Pleiospermium Swingle
  - Swinglea Merr.
  - Triphasia Lour.
  - Wenzelia Merr.